# Ровный Бор
Ровный Бор — деревня в Опочецком районе Псковской области. Входит в состав Глубоковской волости.
Расположена в 25 км к юго-востоку от города Опочка, и в 7 км к юго-западу от волостного центра, деревни Глубокое.
Численность населения по состоянию на 2000 год составляла 41 человек.